# Седракян, Давид Мгерович
Дави́д Мге́рович Седракя́н (арм. Դավիթ Մհերի Սեդրակյան; 9 декабря 1938, Ереван — 1 декабря 2019, там же) — советский и армянский физик-теоретик и астрофизик.
Академик АН Армянской ССР (1990, член-корреспондент с 1982), доктор физико-математических наук (1972), профессор (1975).
Давид Мгерович Седракян — заведующий кафедрой общей физики Ереванского государственного университета (1977—1986, 1994—2013, с 2013 — почётный заведующий), академик-секретарь АН Армянской ССР (1986—1990), вице-президент НАН РА (1990—1994). Основные исследования относятся к физике нейтронных звёзд, теории радиоизлучения пульсаров, физике низких температур, теории гравитации.

## Биография
Давид Мгерович Седракян родился 9 декабря 1938 года в Ереване.
В 1955 году окончил с золотой медалью Ереванскую среднюю школу № 4. В том же году поступил и в 1961 году с отличием окончил физический факультет Ереванского государственного университета.
В 1962 году поступил в аспирантуру теоретического отдела Физического института имени П. Н. Лебедева АН СССР. В 1964 году, под руководством профессора Бориса Болотовского, защитил диссертацию на соискание учёной степени кандидата физико-математических наук на тему «Дифракционное излучение точечной заряжённой частицы».
С 1964 года работает в Ереванском государственном университете: в 1964—1967 годах был ассистентом кафедры теоретической физики, в 1967—1975 годах — доцентом, с 1975 года — профессор.
В 1972 году в Ереванском государственном университете защитил диссертацию на соискание учёной степени доктора физико-математических наук на тему «Теория вращающихся небесных тел». В 1977 году вступил в КПСС.
В 1982 году был избран членом-корреспондентом АН Армянской ССР. В 1977—1986 годах был заведующим кафедрой общей физики Ереванского государственного университета. В 1986—1990 годах занимал должность академика-секретаря АН Армянской ССР.
В 1990 году был избран академиком АН Армянской ССР. В 1990—1994 годах занимал должность вице-президента АН Армянской ССР (НАН РА). В 1994—2013 годах вновь был заведующим кафедрой общей физики Ереванского государственного университета (с 2008 года — кафедра общей физики и астрофизики имени академика В. А. Амбарцумяна), с 2013 года по 2019 год — почётный заведующий кафедрой. Он также являлся профессором кафедры общей физики и квантовых наноструктур Российско-армянского славянского университета.
Давид Мгерович Седракян был приглашённым специалистом в Кембриджском, Корнеллском, Римском университетах, участником множества международных научных конференций по теоретической физике. Долгое время он был главным редактором журнала «Известия АН Армянской ССР». С 2000 по 2017 год являлся главным редактором журнала «Астрофизика» НАН РА. Седракян — член Международного астрономического союза с 2001 года.
Давид Седракян скончался 1 декабря 2019 года в Ереване.

## Научная деятельность
Основные труды Давида Мгеровича Седракяна относятся к теоретической физике и теоретической астрофизике.
Давид Седракян (совместно с академиком Эдвардом Чубаряном) построил теорию вращения звёздных конфигураций, которые описываются однопараметрическим уравнением состояния в рамках Ньютоновской и Эйнштейновской теорий. Теория послужила основой для предложения новой методики расчёта параметров вращательных конфигураций, которая была применена для расчёта новых моделей вращающихся небесных тел. Он получил одно из немногих решений эйнштейновских уравнений притяжательного поля — решение с осевой симметрией в вакууме. Данная теория подтвердила, что пульсары, обнаруженные Энтони Хьюишом — вращающиеся нейтронные звёзды.
Среди научных интересов Седракяна — изучение физических явлений внутри нейтронных звёзд. Он предложил новый механизм радиоизлучения пульсаров. Согласно Седракяну, излучение образовывается между ядром и оболочкой пульсара, и распространяется в виде магнито-акустической волны до поверхности, а токи, возбуждённые волной являются источником радиоизлучения. Седракян предложил теоретический механизм появления сверхмощных магнитных полей в пульсарах, основанный на сверхтекучести нейтронов и протонов. Он также исследовал наблюдаемое замедление вращательного движения пульсаров, предложил механизм торможения вращательного движения, который сопровождается скачками угловой скорости пульсаров (глич).
Седракян получил результаты в исследовании теории вращающихся сверхпроводников и сверхтекучих жидкостей, кварковых звёзд с сверхпроводящим ядром. Он занимается исследованиями, которые посвящены расчётам энергетического спектра электрона, коэффициентов прохождения и отражения электронов, изучению локализации электронов.
Давид Седракян — автор более 250 научных статей в армянских и зарубежных изданиях, вузовских учебников «Термодинамика и статистическая физика» (Ереван, 1979) и «Электричество и магнетизм» (Ереван, 2010).
- Седракян Д. М. Термодинамика и статистическая физика = Թերմոդինամիկա և վիճակագրական ֆիզիկա / Г. С. Саакян. — Ереван: изд-во Ереванского университета, 1979. — 176 с.
- Седракян Д. М., Бадалян Д. А. Термодинамика и статистическая физика = Թերմոդինամիկա և վիճակագրական ֆիզիկա. — Ереван: «Эдит Принт», 2012.
- Седракян Д. М., Папоян А. А. Электричество и магнетизм = Էլեկտրականություն և մագնիսականություն. — Ереван: «Эдит Принт», 2010. — 330 с.

- Папоян В. В., Седракян Д. М., Чубарян Э. В. К нерелятивистской теории вращающихся конфигураций // Астрофизика. — 1967. — Т. 3, № 1. — С. 41—54.
- Седракян Д. М., Чубарян Э. В. Стационарные аксиально-симметрическое гравитационные поля // Астрофизика. — 1968. — Т. 4, № 2. — С. 239—256.
- Седракян Д. М. Магнитное поле вращающихся нейтронных звезд // Астрофизика. — 1970. — Т. 6, № 4. — С. 615—624.
- Саакян Г. С., Седракян Д. М., Чубарян Э. В. К теории белых карликов // Астрофизика. — 1972. — Т. 8, № 4. — С. 541—556.
- Алоджанц Г. П., Седракян Д. М., Чубарян Э. В. К вопросу о возможной конденсации {\displaystyle \pi }-мезонов в ядерной материи // Астрофизика. — 1973. — Т. 9, № 4. — С. 581—588.
- Седракян Д. М., Мкртчян Г. С., Шахабасян К. М. К теории вращающихся сверхпроводников // Известия АН Армянской ССР. Физика. — 1976. — Т. 11, № 5. — С. 385—389.
- Седракян Д. М., Папоян К. В. О распространении звука в диэлектрической среде при низких температурах // Известия АН Армянской ССР. Физика. — 1977. — Т. 12, № 5. — С. 357—362.
- Седракян Д. М. Магнитное поле пульсаров // Астрофизика. — 1982. — Т. 18, № 3. — С. 417—422.
- Седракян Д. М., Шахабасян К. М., Мовсисян А. Г. О термодинамике сверхтекучих растворов в «npe»-фазе нейтронной звезды // Астрофизика. — 1983. — Т. 19, № 2. — С. 303—314.
- Абрамян М. Г., Седракян Д. М. Об угловых моментах галактик // Астрофизика. — 1985. — Т. 23, № 1. — С. 35—46.
- Седракян Д. М., Аветисян А. К. Магнитогидродинамика плазмы в коре нейтронной звезды // Астрофизика. — 1987. — Т. 26, № 3. — С. 489—500.
- Седракян Д. М., Шахабасян К. М. Сверхтекучесть и магнитное поле пульсаров // Успехи физических наук. — Российская академия наук, 1991. — Т. 161, № 7. — С. 3—40.
- Седракян А. Д., Седракян Д. М. Динамика вращающихся сверхтекучих систем с учетом пиннинга // ЖЭТФ. — 1995. — Т. 108, № 2.
- Седракян Д. М., Бадалян Д. А., Гаспарян В. М., Хачатрян А. Ж. Ландауерское сопротивление одномерного металла с периодически расположенными случайными примесями // ЖЭТФ. — 1997. — Т. 111, № 2. — С. 575—584.
- Седракян Д. М., Бадалян Д. А., Хачатрян А. Ж. Локализация электрона на одномерной цепочке из периодически расположенных случайных {\displaystyle \delta }-потенциалов // Известия НАН РА. Физика. — 1998. — Т. 33, № 4. — С. 166—175.
- Седракян Д. М., Хачатрян А. Ж. Метод комплексной амплитуды рассеяния в квантовой механике // Известия НАН РА. Физика. — 2002. — Т. 37, № 5. — С. 282—292.
- Седракян Д. М. Феноменологическая теория фазового перехода в высокотемпературных сверхпроводниках // Известия НАН РА. Физика. — 2005. — Т. 40, № 2. — С. 81—89.
- Седракян Д. М. Динамические уравнения квантовых вихрей в сверхпроводниках второго рода // Известия НАН РА. Физика. — 2006. — Т. 41, № 5. — С. 319—323.
- Седракян Д. М., Казарян Э. М., Седракян Л. Р. Метод погружения для задачи многоканального рассеяния // Известия НАН РА. Физика. — 2009. — Т. 44, № 6. — С. 395—404.
- Седракян Д. М. Матрица переноса для задачи многоканального рассеяния // Известия НАН РА. Физика. — 2010. — Т. 45, № 3. — С. 183—192.
- Седракян Д. М., Крикорян Р. Вращение сверхтекучей жидкости в рамках ОТО // Астрофизика. — 2011. — Т. 54, № 1. — С. 139—148.
- Седракян Д. М., Петросян П. Г., Григорян Л. Н. Влияние случайного потенциала на оптические свойства полупроводниковых {\displaystyle \mathrm {Cd} \mathrm {S} _{x}\mathrm {Se} _{1-x}} нанокристаллов // Журнал технической физики. — 2015. — Т. 85, вып. 5. — С. 94—99.

## Награды
- Медаль «За заслуги перед Отечеством» 1 степени (27.02.2019)[20].
- Медаль Анании Ширакаци (1999)[21].
- Премия ЛКСМ Армении (1970) — за труд «Стационарные аксиально-симметричные поля в теории Эйнштейна»[22].
- Золотая медаль Национальной академии наук РА (2015)[12].